# جاكوب براندنبيرغ
جاكوب براندنبيرغ (بالعبرية: יעקב ברנדנבורג‏) هو نحات إسرائيلي، ولد في 1899، وتوفي في 12 ديسمبر 1982 في إسرائيل.